# Lime (groupe)
Pour les articles homonymes, voir Lime.
 (septembre 2021).
Si vous disposez d'ouvrages ou d'articles de référence ou si vous connaissez des sites web de qualité traitant du thème abordé ici, merci de compléter l'article en donnant les références utiles à sa vérifiabilité et en les liant à la section « Notes et références ».
Lime est un groupe canadien de hi-NRG, originaire de Montréal, au Québec. Ils sont les précurseurs de la dance qui s'est développée depuis le début des années 1980.

## Histoire
En 1979, Denis LePage enregistre le single The Break sous le nom Kat Mandu, qui atteint la 3e place du Billboard chart. Durant les années 1980, Lime, originaire de Montréal, au Québec, a produit des chansons de disco. Le groupe a la particularité d'avoir toutes ses pochettes d'albums (à part le premier, Your Love) ou de singles, dessinées à l'aérographe par Studio Graffiti, sur un design très « années 1980 » dans le style (couleurs fluo) dans un style épuré et géométrique.
En 1980, Denis LePage écrit le tube Dancin' the Night Away pour le duo vocal féminin Voggue (en), originaire du Canada comme lui. Lime est plusieurs fois nommé au Gala de l'ADISQ à Montréal[réf. nécessaire]. Lime est aussi récipiendaire du trophée Félix ainsi que d'un prix au Gala de la SOCAN[réf. nécessaire]. Peu de temps après la grande série des grands succès et ses répercussions à l'échelle planétaire, Denis quitte le groupe. Il est remplacé par Jean-Claude Béliveau pour accompagner Denyse. En 1993, Denis Lepage chante Stealing the Night sous le pseudonyme Direct Input.
Leur morceau Unexpected Lovers est un titre à succès, qui est repris en 1997 par le groupe allemand de dance La Bouche, sur l'album A Moment of Love. Le titre Your Love issu de l'album homonyme est également repris et samplé par Rohff dans Qui est l'exemple en 2001, single qui connait également un succès avec 800 000 exemplaires écoulés[réf. nécessaire].
Depuis plusieurs années[Quand ?], Joy Morris et Chris March ont utilisé la marque de commerce, la musique, les paroles de Lime dans des spectacles en effectuant de la synchronisation labiale sur les voix de Denyse et Denis. Les artistes de Lime, n'ont jamais cependant autorisé ces deux personnes pour continuer ou représenter le groupe. La cause est en litige et ouvre un conflit juridique de représentation et utilisation non autorisé de Lime et ses produits[réf. nécessaire].

## Style musical
La style musical, les chansons et les paroles sont écrites, composées et interprétées par Denis et Denyse Le Page[réf. souhaitée]. Le son utilisé est de style électronique, créé à partir de boites à rythmes (Roland TR-808) et de synthétiseurs analogiques (Roland TB-303, Roland Jupiter 8, Roland juno 60)[réf. nécessaire].

## Membres
- Denis Le Page (†)
- Denyse Le Page[5] (née Savaria[6])
- Jean Claude Beliveau

## Discographie

### Albums studio
- 1981 : Your Love (avec les succès Your Love et You're My Magician)
- 1982 : Lime II (avec les succès Babe We're Gonna Love Tonight et Come And Get Your Love)
- 1983 : Lime III' (avec les succès Guilty et Angel Eyes)
- 1984 : Sensual Sensation (avec le succès My Love)
- 1985 : Lime - The Greatest Hits
- 1985 : Unexpected Lovers (avec le succès Unexpected Lovers)
- 1986 : Take The Love
- 1989 : Brand New Day
- 1991 : Caroline
- 1998 : The Stillness of the Night
- 2002 : Love Fury

### Singles
- 1981 : Your Love (no 1 US Dance[7])
- 1981 :  You're My Magician (no 7[réf. nécessaire])
- 1981 : Babe We're Gonna Love Tonight (no 3[réf. nécessaire])
- 1981 : Come and Get Your Love (no 18 US Dance[7])
- 1982 : A Man and a Woman
- 1983 : Wake Dreams
- 1983 : Guilty
- 1983 : Angel Eyes
- 1984 : My Love
- 1984 : Take it Up
- 1984 : I Don't Wanna Lose You
- 1984 : Unexpected Lovers (no 6 US Dance[7])
- 1988 : Say You Love Me
- 1986 : Take The Love
- 1987 : Gold Digger
- 1989 : Please Say You Will
- 1989 : Sentimentally Yours